# Krisztina Megyeri
 (juillet 2022).
Krisztina Megyeri est une compositrice, pianiste et musicologue hongroise née le 2 novembre 1974 à Budapest.

## Biographie
Sa mère est hongroise et son père russe.
Krisztina Megyeri démarre sa formation musicale en étudiant le piano et la composition auprès de János Vajda (compositeur) (en) et Zoltán Jeney à l’Académie de Musique Franz Liszt de Budapest. Elle y obtient un premier prix de composition instrumentale et électroacoustique.
En 1999, elle part se perfectionner en France au Conservatoire national supérieur de Musique de Lyon. Elle poursuit au Conservatoire de Boulogne-Billancourt et au Conservatoire de Cergy-Pontoise. Elle complète son parcours en suivant le cursus de composition de l’Ircam puis obtient un master de musicologie en 2006 à l’Université de Paris VIII. En 2011 elle soutient une thèse de doctorat sur la dramaturgie et l’esthétique de l’opéra contemporain à l’Académie de musique Franz Liszt.
Sa production comporte des œuvres de compositions instrumentales et/ou vocales ainsi que des pièces électroacoustique.
Krisztina Megyeri développe sa carrière en Europe et aux États-Unis, où ses œuvres sont interprétées par des ensembles et orchestres tels que l’Orchestre national de Lorraine, l’Orchestre symphonique de la Radio hongroise ou l’ensemble Musiques nouvelles.

## Récompenses
- 1999 : Kodály International Composer’s Composition (H), 2e Prix
- 2006 : Vántus Composer’s Competition (H), 1er Prix
- 2008 : Vántus Composer’s Competition (H), 3e Prix
- 2011 : Simeonis International Composer’s Competition, 3e prix

## Œuvres
- Three Autumn Teardrops, Három oszi könnycsepp, poème de Endre Ady, pour voix et piano, créé par Mária Benedek. Hongrie, Budapest, Bartók Béla Secondary School of Music (1992)
- Three Songs pour voix de femme et piano, Három dal noi hangra, texte de Sándor Weöres, Hongrie, Budapest, Bartók Béla Secondary School of Music (1992)
- Weeping Willow Walking, Lábonjáró szomorúfuz, poème d’Attila Jozsef pour voix et piano, créé par Mária Benedek, Krisztina Megyeri, Budapest, Bartók Béla Secondary School of Music (1992)
- Prologue. A Sense of Humor pour baryton et piano, poème de Nicholas Vachel Lindsay, créé par Szilveszter Ókovács, Krisztina Megyeri, Hongrie, Budapest, Franz Liszt Academy of Music, small hall (1994)
- The Chalice pour voix et piano, poème de Nicholas Vachel Lindsay, créé par Ildikó Cserna, Krisztina Megyeri, Hongrie, Budapest, Franz Liszt Academy of Music (1995)
- Moon Woman pour baryton basse et piano, Hold asszony, poème de Federico Garcia Lorca, créé par Zsolt Molnár, Krisztina Megyeri, Hongrie, Budapest, Franz Liszt Academy of Music (1996)
- Three Children’s Songs on Poems by Sándor Weöres pour soprano et piano, Három gyerekdal Weöres Sándor verseire, poèmes de Sándor Weöres, créé par Krisztina Jónás, Krisztina Megyeri, Hongrie, Budapest, Merlin Theatre (1998)
- Tres Ciudades pour mezzo-soprano et piano, poèmes de Federico Garcia Lorca créé par Andrea Meláth, Krisztina Megyeri, Hongrie, Budapest, Franz Liszt Academy of Music (1997)
- Crumbs pour clarinette, Morzsák, créé par Csaba Klenyán, Hongrie, Budapest, Franz Liszt Academy of Music (1998)

## Publications
- Inspirations mutuelles dans Játékok de György Kurtág. In: György Kurtág: les œuvres et leurs interprétations. J.-P. Olive, A. Oviedo, Grabócz, M, Éditions Hermann, Paris, 2021
- Les Projections du présent dans Angels in America de Peter Eötvös. In: Les opéras de Peter Eötvös entre Orient et Occident. Archives Contemporaines, Paris, 2012. p.77-95.
- Le Monde opératique de Peter Eötvös. Restructuration, mythologies personnelles. In: Terz online, 2014